# Yannick Bisson
Yannick Bisson (Montréal, 1969. május 16. –) kanadai filmszínész. Híresebb szerepei William Murdoch a Murdoch nyomozó rejtélyeiből, valamint Jack Hudson a Sue Thomas – FBI-ból.

## Élete és pályafutása
Bisson Montréalban született, francia és angol származású. Torontóba költözött tinédzserként, színészi karrierjét még a középiskolában kezdte. Apja, tudomásul véve fia érdeklődését, arra ösztönözte, hogy válaszoljon egy újsághirdetésre, amelyben gyermekszínészeket kerestek.

## Magánélete
1990-ben feleségül vette Chantal Craiget. Három gyermekük született: Brianna, Dominique és Mikaela.